# Carmichael River
Carmichael River är ett vattendrag i Australien. Det ligger i delstaten Queensland, omkring 880 kilometer nordväst om delstatshuvudstaden Brisbane.
Omgivningarna runt Carmichael River är i huvudsak ett öppet busklandskap. Trakten runt Carmichael River är nära nog obefolkad, med mindre än två invånare per kvadratkilometer. Genomsnittlig årsnederbörd är 721 millimeter. Den regnigaste månaden är februari, med i genomsnitt 167 mm nederbörd, och den torraste är oktober, med 15 mm nederbörd.